# Naoero Amo
Naoero Amo (także Nauru First; Najpierw Nauru) – nieformalna partia działająca na Nauru. 
Jej orientacja jest liberalna i chadecka. Została założona w 2001 roku przez Davida Adeanga i Kierena Keke. Partia ma w założeniach m.in. dążenie do zmiany konstytucji.
Jeden członek Naoero Amo był prezydentem kraju. Był nim Frederick Pitcher, który zajmował tę funkcję przejściowo w listopadzie 2011 roku. Jej członkowie byli też przewodniczącymi parlamentu, m.in. Fabian Ribauw.